# نوای زنگ
نوای زنگ یا رینگتون (به انگلیسی: Ringtone)، صدایی است که توسط یک تلفن برای نشان دادن تماس‌های دریافتی یا پیام‌های متنی ساخته می‌شود.
زنگ تلفن در واقع زمانی اتفاق می‌افتد که آن شبکه تماس‌های دریافتی دارد یا هشدارهایی را به کاربر می‌دهد. برای تلفن‌های ثابت سیگنال تماس می‌تواند یک جریان الکتریکی تولید شده توسط سوئیچ یا تبادل که به تلفن متصل است، باشد. برای تلفن‌های موبایل، شبکه یک پیام را به تلفن که نشان دهندهٔ یک تماس دریافتی است می‌فرستد.
یک «زنگ» تلفن؛ صدای تولید شده از یک تماس است که در واقعیت این اصطلاح نمایانگر یک مکانیزم زنگ شامل زنگ‌های متال و یک زبانهٔ الکترومغناطیسی است که منجر به تولید صدای زنگ می‌شود.
سیگنال الکتریکی مذکور به یکسری الکترومگنتهایی که به سرعت حرکت می‌کنند، مجهز شده که ضربه‌هایی را منتشر می‌کنند و در نهایت به صدای زنگ منجر می‌شوند و توجه ما را به خود جلب می‌کند.
این سیستم زنگ الکترومغناطیسی هنوز هم به‌طور گسترده مورد استفاده قرار می‌گیرد. سیگنال زنگ‌های ارسال شده به یک تلفن مشتری در شمال آمریکا ۹۰ ولت AC در یک فرکانس ۲۰ هرتزی است.
در اروپا این میزان حدوداً بین ۶۰ تا ۹۰ volts AC در فرکانس ۲۵ هرتز است. برخی از خطوط در ایالات متحده نیز تحت فرکانس‌های چندگانه (۲۰/۳۰/۴۰ Hz، ۲۲/۳۳/۴۴ Hz و …) مورد استفاده قرار می‌گیرند و امکان زنگ انتخابی را فراهم می‌کنند.